# Aermacchi 250 Bicilindrica
De Aermacchi 250 Bicilindrica (tweecilinder) was de eerste toermotorfiets die door het Italiaanse merk Aermacchi werd geproduceerd.

## Voorgeschiedenis
Nadat de vliegtuigfabriek Aeronautica Macchi na de Tweede Wereldoorlog in opdracht van de geallieerden slechts zeer beperkt vliegtuigen mocht maken, richtte het bedrijf zich mede op de bouw van lichte voertuigen, aanvankelijl de transporttriporteur Macchitre MB 1, later met de eerste 125 cc Aermacchi-scooters. Enkele daarvan, met name de Aermacchi 125 M Monsone, leken meer op motorfietsen dan op scooters, vooral door het gebruik van grote 17 inch wielen. Al snel ontstond het idee het 123 cc tweetaktmotortje om te bouwen tot een 250 cc tweecilinder en daarmee een volwaardige motorfiets te maken.

## Aermacchi 250 Bicilindrica
De Bicilindrica kreeg aldus een tweecilinder motor en een tamelijk opmerkelijk model. Waar men bij de scooters grote motorfietswielen had gebruikt, kreeg deze motorfiets juist veel kleinere 15 inch wielen. De framebuizen liepen in een boog van het balhoofd naar beneden waar het motorblokje aan de boog bevestigd was en daarna weer omhoog naar het zweefzadel. Het werd dan ook geen succes: van de 250 Bicilindrica werden van 1952 tot 1954 slechts 150 exemplaren geproduceerd.

## Technische gegevens
| Aermacchi              | 250 Bicilindrica                    |
| ---------------------- | ----------------------------------- |
| Periode                | 1952-1954                           |
| Categorie              | toermotor                           |
| Motortype              | tweetakt                            |
| Bouwwijze              | liggende tweecilinder               |
| boring                 | 52 mm                               |
| slag                   | 58 mm                               |
| Cilinderinhoud         | 246,4 cc                            |
| Carburateur(s)         | 1 x Dell'Orto UB 22 S               |
| Smeersysteem           | mengsmering                         |
| Compressieverhouding   | 6,8:1                               |
| Max. Vermogen          | 7,4 kW/10 pk bij 5.000 tpm          |
| Topsnelheid            | 105 km/h                            |
| Primaire aandrijving   | tandwielen                          |
| koppeling              | meervoudige droge plaat             |
| versnellingen          | 4                                   |
| Secundaire aandrijving | ketting                             |
| Rijwielgedeelte        | buisframe                           |
| Voorvork               | schommelvoorvork met frictiedemping |
| Achtervork             | swingarm                            |
| Remmen                 | trommelremmen                       |
| Tankinhoud             | 16,5 liter                          |
| Droog gewicht          | 97 kg                               |
| Voorganger             | geen                                |
| Opvolger               | Chimera 175                         |